# Acacia ampliata
Acacia ampliata é uma espécie de leguminosa do gênero Acacia, pertencente à família Fabaceae.